# Ilion Lika
Ilion Lika est un  footballeur albanais né le 17 mai 1980 à Tirana. Il mesure 187 cm pour 80 kg. Il joue au KF Tirana.

## Palmarès
- Coupe d'Albanie : 2017